# Nemesia lilacina
Nemesia lilacina är en flenörtsväxtart som beskrevs av N. E. Brown. Nemesia lilacina ingår i släktet nemesior, och familjen flenörtsväxter. Inga underarter finns listade i Catalogue of Life.